# جيوفاني لوبيز
جيوفاني لوبيز (بالإيطالية: Giovanni Lopez)‏ (23 مايو 1967 بروما في إيطاليا - ) هو مدرب كرة قدم ولاعب كرة قدم إيطالي في مركز الدفاع. لعب مع نادي تورينو ونادي فاريسي ونادي فيتشينزا ونادي لاتسيو ونادي نابولي وFidelis Andria 2018 ‏ وAS Lodigiani ‏ وAtletico Roma FC ‏.